# Вонсовська Олена Миколаївна
Оле́на Микола́ївна Вонсо́вська (20 (8) жовтня 1858, Вільно — 14 січня 1942, Ташкент) — українська і російська скрипалька, педагогиня. Перша виконавиця скрипкових творів Миколи Лисенка. Директорка і викладачка Музично-драматичної школи Миколи Лисенка. Мати композитора Анатолія Буцького.

## Життєпис
Народилася в родині композитора і піаніста М. І. Вонсовського. З 9 років виступала в концертах.
З відзнакою закінчила Московську консерваторію (1877, клас скрипки Ф. Лауба і І. Гржималі, гармонії — П. Чайковського).
1880—1904 викладала гру на скрипці у Пензі, Воронежі, Курську.
1904 — на запрошення М. В. Лисенка приїхала до Києва.
1904—1918 — викладачка і директорка (1912—1915) Київської музично-драматичної школи ім. М. Лисенка.
1918—1923 — викладачка Київського музично-драматичного інституту.
З 1878 виступала з концертами у Києві, Харкові, Одесі. Брала активну участь в українському музично-культурному житті: виступала з концертами товариств «Боян» та «Просвіта», «Українського клубу» та клубу «Родина».
З 1928 жила в Ленінграді (нині Санкт-Петербург).

## Учні
Серед учнів — М. Б. Полякін, І. А. Лукашевський.